# Sparkasse am Markt (Coburg)

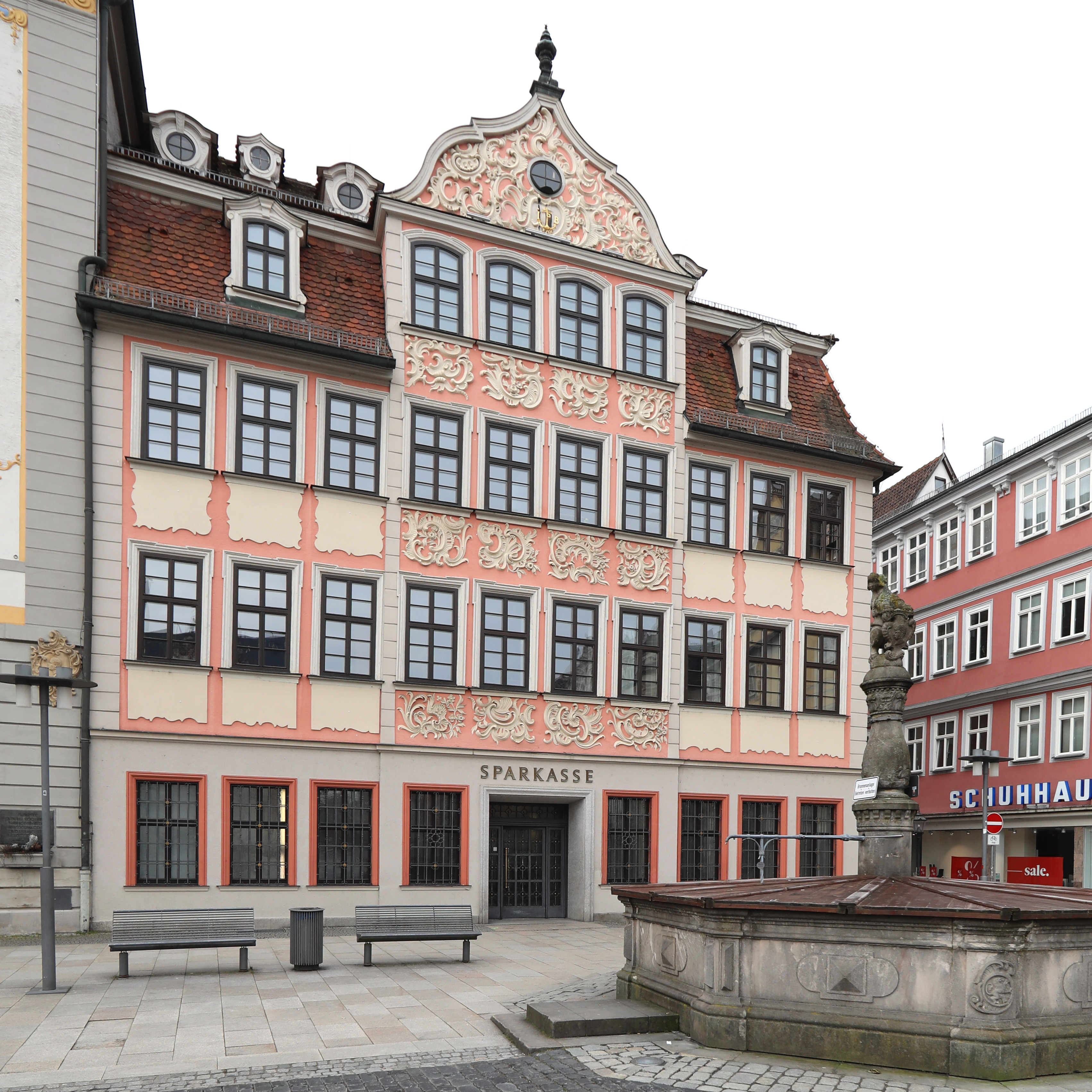
Sparkasse am Marktplatz in Coburg

Die Sparkasse am Markt ist eine Hauptstelle der Sparkasse Coburg - Lichtenfels. Das Gebäude mit der Adresse Markt 2/3 steht am Marktplatz der oberfränkischen Stadt Coburg. Es ist  ein denkmalgeschütztes, dreigeschossiges Eckhaus mit einer Rokokofassade aus dem Jahr 1766.

## Geschichte
Das Anwesen geht zurück auf Häuser, die 1440 (Markt 2) und 1396 (Markt 3) erstmals erwähnt wurden. In der ersten Hälfte der 18. Jahrhunderts wurde der Kaufmann Johann Philipp Beyer Besitzer beider Gebäude. Er ließ sie vereinigen und 1766 mit einer gemeinsamen Fassade versehen. Im 19. und Anfang des 18. Jahrhunderts hatten die beiden Häuser wieder verschiedene Besitzer. Im Jahr 1906 beherbergte Markt 2, ein Wohnhaus mit Braugerechtigkeit, eine Gastwirtschaft und Markt 3 das Wäschegeschäft Nonnenmacher. Daraus folgte im Volksmund auch die Bezeichnung Nonnenmacherhaus für das Anwesen. In den 1910er Jahren erwarb die Stadt Coburg die beiden Häuser. Das Verkehrsamt und die Stadtkasse wurden dort unter anderem untergebracht. Ab 1930 nutzten die Vereinigten Coburger Sparkassen einen Teil des Hauses Markt 2. Dazu wurde das Erdgeschoss umgebaut und die Fassade verändert.
Zur Erweiterung ihrer Räumlichkeiten fasste die Sparkasse, die seit 1821 im Rathaus untergebracht war, 1936 den Beschluss einen Neubau zu errichten. Dieser bestand im ersten Bauabschnitt aus einem Gebäude entlang der Rosengasse. Im August 1937 begannen die Abbrucharbeiten der Hinterhäuser von Markt 2/3. Der Neubau war im August 1939 fertiggestellt. Im zweiten Bauabschnitt war anfangs vorgesehen, das denkmalgeschützte Vorderhaus mit seiner Rokokofassade durch ein separates Bankgebäude zu ersetzen. Da aber die Stadtverwaltung ebenfalls Raumnot hatte, sollte der Sparkassenneubau am Marktplatz zusammen mit einem Um- und Erweiterungsbau des Rathauses erfolgen und als bauliche Weiterführung des Rathauses bis zur Ecke Markt/Rosengasse ausgeführt werden. Die Neubauplanungen der Sparkasse oblagen dem Berliner Baurat a. D. Josef Bischof, der Referenzen für Sparkassenbauten besaß. Die neue, einheitliche symmetrische Fassade mit einem zweiten Coburger Erker an der Ecke Markt/Rosengasse gestaltete der Coburger Architekt Reinhard Claaßen. Auf Wunsch von Adolf Hitler wurde ihm die Planung am 2. März 1938 in der Reichskanzlei vorgelegt und fand seine Zustimmung. Für den Erker sah Claaßen geschichtliche Darstellungen aus der Zeit 1922 bis 1933 und eine Plastik mit dem „Kopf des Führers“ sowie auf den Fensterschürzen Zitate Hitlers, wie „Mit Coburg habe ich Politik“ gemacht, vor. Franz Schwede sollte auf einem Relief dargestellt werden. Der Ausbruch des Zweiten Weltkrieges beendete die Umsetzung der Planung.
Im Jahr 1951 wurden eine neue, breite Eingangstür, gefolgt von einer Vorhalle und einem Vorraum mit dem neuen Zugang zur Schalterhalle eingebaut. Größere Umbauarbeiten, insbesondere in den Obergeschossen folgten 1958. Weitere Umbauten und Renovierungen ließ die Sparkasse 1970, 1979 und 1990/1991 durchführen. Umfangreiche Baumaßnahmen mit einer Erweiterung der Hauptstelle der Vereinigten Coburger Sparkassen erfolgten im Jahr 2000.

## Architektur
Das Gebäude steht in Ecklage neben dem Rathaus am Marktplatz und zur Rosengasse. Es besitzt die einzige erhaltene Rokokofassade Coburgs. Die verputzte Fachwerkfassade des dreigeschossigen Hauses mit seinen zehn Achsen zum Marktplatz wird durch einen mittig angeordneten vierachsigen Risalit mit Zwerchhaus und Schweifgiebel mit Vasenaufsatz geprägt, der durch reiche Rocaillestuckaturen auf den Fensterbrüstungen und im Giebelfeld geschmückt ist. Die seitlichen Fenster tragen nur glatte Putzschürzen.
Das Giebelfeld enthält ein kleines elliptisches Fenster, unter dem sich eine Kartusche mit der Jahreszahl 1766 und den Buchstaben J.P.B., die sich wohl auf den Kaufmann Johann Philipp Beyer beziehen, und einem Anker befindet. An den Hauskanten und dem Risalit sind Bänderungen vorhanden. Markant sind die Kreuzstockfenster der Obergeschosse. Das Mansarddach weist beiderseits des Zwerchhauses je eine Hausgaube und darüber ungewöhnliche, runde Gauben mit Segmentbogen- beziehungsweise Schweifbogenabschluss auf. Die Fassade in der Rosengasse besitzt sieben Achsen mit glatten verputzten Brüstungen und fünf Gauben.
Der neoklassizistisch gestaltete, zweiflügelige Neubau von 1939 an der Rosengasse besteht aus zwei Untergeschossen, die auch als Luftschutzkeller ausgeführt waren, einem hohen Erdgeschoss mit der rückwärtigen Schalterhalle, zwei Obergeschossen und einem ausgebauten Dachgeschoss.